# Trường Đại học Tổng hợp Thành phố Hồ Chí Minh
Trường Đại học Tổng hợp Thành phố Hồ Chí Minh là một trường đại học từng tồn tại 20 năm trong lịch sử Việt Nam. Trường này chính thức thành lập ngày 1 tháng 12 năm 1976 do Trường Đại học Văn khoa Sài Gòn và Trường Đại học Khoa học Sài Gòn sáp nhập lại mà thành theo Quyết định số 950/QĐ của Bộ Đại học và Trung học Chuyên nghiệp Việt Nam. Ngày 30 tháng 3 năm 1996, theo Quyết định 1236/GDĐT của Bộ Giáo dục và Đào tạo Việt Nam, Trường Đại học Tổng hợp Thành phố Hồ Chí Minh được chia tách thành Trường Đại học Khoa học Tự nhiên và Trường Đại học Khoa học Xã hội và Nhân văn và hai trường này là thành viên của Đại học Quốc gia Thành phố Hồ Chí Minh.

## Các cơ sở của trường
1. Cơ sở chính của Trường (gọi là cơ sở I) ở 227 Nguyễn Văn Cừ, Quận 5, Thành phố Hồ Chí Minh là nơi đào tạo khối ngành khoa học tự nhiên[1]
2. Cơ sở II ở 10 – 12 Đinh Tiên Hoàng, Quận 1, Thành phố Hồ Chí Minh đào tạo khối ngành khoa học xã hội[1]
3. Cơ sở III ở xã Tăng Nhơn Phú, Thủ Đức (nay là cơ sở Linh Trung)[1]
4. Cơ sở ở 135 Nguyễn Chí Thanh, Quận 5[1]
5. Cơ sở Đường Điện Biên Phủ, Quận 10[1]
6. Cơ sở ở Đường Trần Quang Khải, Quận 1 [1]
7. Một ký túc xá ở 135B Trần Hưng Đạo, Quận 1.[1]

## Các khoa và trung tâm
Ngày 27/10/1976, Thủ tướng Chính phủ nước Cộng hòa xã hội chủ nghĩa Việt Nam ký quyết định số 426/TTg về một số vấn đề cấp bách trong mạng lưới các trường đại học ở miền Nam, tổ chức lại các trường thuộc Viện Đại học Sài Gòn.
Trường Đại học Tổng hợp Thành phố Hồ Chí Minh chính thức thành lập ngày 1/12/1976 theo quyết định số 950/QĐ của Bộ Đại học và Trung học Chuyên nghiệp trên cơ sở hợp nhất Đại học Văn khoa và Đại học Khoa học (Viện Đại học Sài Gòn).
Trường gồm có 17 khoa là Toán, Vật lý, Hóa, Sinh, Địa lý, Địa chất, Ngữ văn, Lịch sử, Triết học, Kinh tế, Thư viện, Ngữ văn Anh, Ngữ văn Pháp,Giáo dục và đào tạo giáo viên, Ngữ văn Nga, Đông Phương học và bộ môn Luật.
Ngoài ra, trường còn có 7 trung tâm nghiên cứu khoa học – dịch vụ và sản xuất.

## Tuyển sinh và chế độ học tập
Tuyển sinh hàng năm vào cuối tháng 6 đầu tháng 7, nhập học vào giữa tháng 9. Chỉ tiêu tuyển sinh mỗi năm vào khoảng 600-700 sinh viên.
Sinh viên học theo chế độ học kì, mỗi học kì bắt đầu từ tháng 9 và kết thúc vào tháng 7 năm sau. Mỗi học kì có 30 tuần học tập chính và từ 7 đến 8 tuần cho việc thi cử, còn lại cho thực tập ngoài trường, học quân sự và ôn tập. Sinh viên được nghỉ tết âm lịch hai tuần và nghỉ hè từ 4 đến 6 tuần.
Việc đào tạo chia thành 2 giai đoạn, giai đoạn cơ sở (giai đoạn 1) và giai đoạn chuyên ngành (giai đoạn 2). Ở giai đoạn 2 có tổ chức đào tạo theo chế độ học phần.

## Hiệu trưởng
Năm 1990, Hiệu trưởng Đại học Tổng hợp Thành phố Hồ Chí Minh được bầu trực tiếp theo quyết định của Bộ Giáo dục và Đào tạo Việt Nam. Giáo sư, Tiến sĩ Nguyễn Ngọc Giao, Chủ nhiệm Khoa Vật lý được bầu làm Hiệu trưởng nhiệm kì 1990-1994, sau đó, ông tiếp tục được Bộ Giáo dục và Đào tạo bổ nhiệm lại chức vụ Hiệu trưởng cho đến khi trường giải thể vào năm 1996.

## Sinh viên tốt nghiệp
Theo thống kê vào năm 1989, trong 4 năm từ 1985 đến 1988, có 550 sinh viên tốt nghiệp các ngành Ngữ văn, Lịch sử, Ngoại ngữ và Triết học.